# Bomba – Rache im Dschungel
Bomba – Rache im Dschungel ist ein US-amerikanischer Abenteuerfilm aus dem Jahr 1953 von Ford Beebe. Produziert von Monogram ist er der neunte Film der 12-teiligen Reihe von Dschungelfilmen, basierend auf der Buchreihe Bomba, der Dschungelboy von Roy Rockwood.

## Handlung
Im Auftrag von Commissioner Barnes soll der Filmemacher Larry Conrad im afrikanischen Dschungel Aufnahmen wilder Tiere anfertigen. Conrad wird dabei unterstützt von dem Kameramann Steve, dem Führer Brad Morton und seiner Sekretärin Peggy Jethrow. Barnes will Conrad helfen und lässt seinen Diener Sumbo per Trommel eine Nachricht an Bomba übermitteln.
Das Hauptquartier in Nairobi unterrichtet Barnes über das Verschwinden des Geologen Stapleton, der eine Lagerstätte von Diamanten erschlossen hat. Barnes hat den Geologen in Nairobi kennengelernt. Bomba weigert sich, der Filmcrew zu helfen, doch Conrad besteht auf seine Unterstützung. Daher lässt Barnes die Gruppe von dem Eingeborenen Eli zu Bombas Dschungelhütte führen, die in der Nähe eines aktiven Vulkans liegt. Als die Gruppe ankommt, bricht der Vulkan aus. Bomba führt sie in eine Höhle in Sicherheit. Als Peggy ein wenig herumwandert, wird sie von einem Panther bedroht. Bomba muss die Raubkatze mit einem Messer töten.
Bonba weigert sich weiterhin, Conrad zu helfen. Als der Ausbruch des Vulkans endet, schickt Conrad Peggy zu Bomba, damit sie ihn umstimmt. Bomba ist zwar von Peggy angetan, doch er durchschaut ihre Absicht. Bomba erhält eine Nachricht durch Trommeln von Barnes. Die Sergeants Collins und Murphy haben herausgefunden, dass Stapleton ermordet wurde und dessen Diamanten und der Lageplan der Lagerstätte gestohlen wurde. Man nimmt an, dass der Mörder ein Mitglied der Filmcrew ist. Bomba soll vorgeben, ihnen zu helfen und dabei die Gruppe in der Nähe des Eingeborenendorfes halten, bis Polizeikräfte eingetroffen sind. Bomba vertraut sich Peggy an, die erst vor kurzem von Conrad eingestellt wurde. Auf die Versicherung hin, dass kein Tier getötet wird, führt Bomba eine Elefantenherde zum Fluss, damit Conrad sie filmen kann. Morton ignoriert die Abmachung und will auf ein paar Zebras in der Nähe schießen. Bomba kann Morton hindern, der später Conrad heimlich verspricht, einige Jagdszenen für die Spannung zu arrangieren. Bomba will wissen, was sich in dem Lastwagen der Gruppe befindet. Peggy will nichts sagen und Conrad behauptet, dass der Lastwagen als Dunkelkammer benutzt wird. Da Bomba mit den wilden Tieren kommunizieren kann, sagt er zu, ein Löwenrudel herbeizurufen. Zur gleichen Zeit legt Morton heimlich eine Löwenfalle an. 
Am nächsten Morgen treffen wie versprochen die Löwen ein. Sie jagen und fressen ein Warzenschwein, was von Steve gefilmt wird. Morton ist unzufrieden mit dem Ergebnis und schießt einen der Löwen an. Um das Tier von seinem Leid zu erlösen, muss Bomba es töten, was seine Beziehung zu den anderen Löwen verschlechtert. Bomba macht sich auf den Weg zum Dorf, um zu sehen, ob die Polizei angekommen ist. Währenddessen führt Morton die Filmcrew zu einem Fluss, um Krokodile von einem Kanu aus zu filmen. Morton und Eli fallen ins Wasser nachdem eines der Krokodile das Kanu der beiden gerammt hat. Sie schaffen es zum Ufer, Conrad erschießt das sie verfolgende Reptil. Bomba hat den Vorfall gesehen und nutzt die Ablenkung, um auf den Lastwagen zu schleichen. Unter der Plane entdeckt er einen Käfig, in dem sich ein Tiger befindet, der in dieser Gegend gar nicht vorkommt. Von Peggy erfährt er, dass Conrad den Tiger gegen einen Löwen kämpfen lassen will. Bomba stellt Conrad zur Rede und kann ihn dazu bringen, mit dem Kampf zu warten, bis die Polizei da ist. Kurz darauf meldet ein Helfer, dass ein Löwe in die Falle gegangen ist. Bomba eilt zur Falle, um den Löwen zu retten, während Morton vorschlägt, die Gelegenheit zu nutzen und den Tiger freizulassen. 
In der Zwischenzeit hat Peggy in Mortons Zelt den Lageplan der Diamanten gefunden, den Morton zum Trocknen nach seinem unfreiwilligen Bad ausgelegt hat. Morton ergreift Peggy, schlägt sie bewusstlos und lässt den Tiger frei. Zwischen Tiger und Löwe kommt es zum Kampf, der von Conrad und Steve begeistert gefilmt wird. Eli informiert Bomba von dem Kampf, der von Peggy, die wieder zu sich gekommen ist, von Mortons Verbrechen erfährt. Morton ist mit dem Lastwagen geflohen, dessen Motor jedoch zu streiken beginnt. Er setzt seine Flucht zu Fuß fort, wird aber von einem Löwenrudel umzingelt. Bomba hat aufgeschlossen, kann Morton jedoch nicht retten, der von den Löwen getötet wird.
Die Polizei ist derweil eingetroffen. Collins und Murphy versichern dem besorgten Conrad, dass er durch das Filmen des Kampfes kein Gesetz gebrochen hat. Dann sehen Conrad und Steve mit Entsetzen, wie Bombas Schimpanse die Filmrollen öffnet und abspult, die damit zerstört sind. Bomba schleicht sich zurück in den Dschungel.

## Hintergrund
Gedreht wurde der Film Ende März 1953 im Los Angeles County Arboretum and Botanic Garden.
Die Titelrolle des Bomba spielte wie in allen anderen Teilen Johnny Sheffield, der zuvor in acht Tarzan-Filmen an der Seite von Johnny Weissmüller dessen Adoptivsohn Boy darstellte.
Im Abspann nicht erwähnt wurden James Adamson als Sumbo, Rory Mallinson als Murphy und Smoki Whitfield als Eli.

## Veröffentlichung
Die Premiere des Films fand am 21. Juni 1953 statt. In der Bundesrepublik Deutschland kam er am 29. Oktober 1961 in die Kinos.

## Kritiken
Das Lexikon des internationalen Films schrieb: „Naive Abenteuerunterhaltung im Stile der Tarzan-Filme.“
Der Kritiker des TV Guide sah einen streng nach Budget gefertigten Film.